# Banco G&T Continental
G&T Continental es un Grupo Financiero de origen guatemalteco que posee US$.4,899 millones de dólares en activos, más de 1.7 millones de clientes y usuarios, 4,000 puntos de servicio, conformada por agencias, autobancos, agentes G&T Continental y cajeros automáticos. Cuenta con presencia en el mercado de EE. UU., El Salvador, Costa Rica y Panamá además de Guatemala y cuenta con más de 6.000 empleados.

## Historia
El 3 de septiembre de 1962 nace Banco Granai & Townson, líder en el financiamiento de vivienda y ahorro popular, fundado por los empresarios Mario Granai Andrino y Ernesto Towson Pinto. 
Por otro lado, Banco Continental abre sus puertas el 15 de octubre de 1990 como protagonista del desarrollo económico de Guatemala. El 4 de octubre de 2000, se formalizó la fusión de ambas entidades de donde surge Banco G&T Continental.

## Grupo Financiero G&T Continental
Está conformado por:
- Banco G&T Continental, S.A.
- GTC Bank Inc.
- G&T Conticredit, S.A.
- Financiera G&T Continental, S.A.
- Casa de Bolsa G&T Continental, S.A.
- Tacre de Guatemala, S.A.
- Asesoría en Valores, S.A.
- Contivalores, S.A.
- Financiera Guatemalteca, S.A.
- Banex Valores, S.A.
- Seguros G&T, S.A.